# American Heart Journal
American Heart Journal  (AHJ) es una revista médica mensual revisada por pares que cubre todos los aspectos de la cardiología. Lo publica Elsevier y el editor jefe es Daniel B. Mark (Facultad de Medicina de la Universidad de Duke , Durham, Carolina del Norte ). La revista se creó en 1925 y se publicó bimestralmente hasta 1977, cuando pasó a tener una frecuencia mensual.

## Resumen e indexación
La revista está resumida e indexada en Scopus, Science Citation Index, Current Contents /Clinical Medicine, Current Contents/Life Sciences, BIOSIS Previews, e Index Medicus/ MEDLINE/ PubMed. Según Journal Citation Reports, la revista tiene un factor de impacto en 2021 de 5.099, ubicándose en el puesto 45 entre 336 revistas en la categoría "Sistemas cardíacos y cardiovasculares". 

## Métricas de revista
2024
- Web of Science Group : 4.7
- Índice h de Google Scholar: 206 (2025)
- Scopus: 4.11